# Paul Brousse
Paul Brousse (Montpellier, 23 gennaio 1844 – Parigi, 1º aprile 1912) è stato un politico socialista francese, leader del gruppo dei possibilisti.

## Biografia
Fu attivo nella Federazione del Jura, una sezione dell'Associazione Internazionale dei Lavoratori (AIL), nella Svizzera nord-occidentale e in Alsazia. Collaborò alla pubblicazione del Bulletin de la Fédération Jurassienne, con l'anarchico Peter Kropotkin. Fu in contatto con Gustave Brocher tra il 1877 e il 1880, contribuendo in maniera decisiva alla sua formazione anarchica. Paul Brousse pubblicò due quotidiani, uno in francese e l'altro in tedesco.
Dopo aver concluso con successo gli studi di medicina, aderì all'Associazione Internazionale dei Lavoratori e partecipò al Congresso di Genova nel settembre 1873, ritenendo l'anarchismo l'unica possibile organizzazione sociale. Il 18 marzo 1877, prese parte a Berna a una manifestazione celebrativa dell'anniversario della Comune di Parigi, che degenerò in scontri con la polizia . Paul Brousse fu condannato a un mese di carcere.
Il 15 aprile 1879 fu espulso dalla Svizzera dopo una seconda condanna per aver pubblicato un articolo su L'Avant-Garde che legittimava l'attentato di Giovanni Passannante contro il Re Umberto I e quelli di Max Hödel e Karl Nobiling contro il Kaiser Guglielmo I.
Rientrò quindi in Francia nel 1880 e mutò progressivamente le sue idee in senso riformista. Si iscrisse al Partito Operaio (POF) e poi, in seguito a una scissione, alla Federazione degli Operai Socialisti di Francia. I possibilisti si unirono quindi al Partito Socialista Francese di Jean Jaurès nel 1902, che con altri movimenti andò a costituire, nel 1905, la Sezione Francese dell'Internazionale Operaia (SFIO).